# Svjetski kup u vaterpolu 2002.
Svjetski kup u vaterpolu 2002. dvanaesto je izdanje ovog natjecanja. Održan je u Beogradu u SCG od 20. do 25. kolovoza. 

## Konačni poredak
| Mj. | Država         |
| --- | -------------- |
| 1.  | Rusija         |
| 2.  | Mađarska       |
| 3.  | SR Jugoslavija |
| 4.  | Italija        |
| 5.  | Grčka          |
| 6.  | Španjolska     |
| 7.  | SAD            |
| 8.  | Hrvatska       |